# Férfi egyéni tőrvívás vívómestereknek az 1896. évi nyári olimpiai játékokon
A legelső újkori olimpián, Athénban megrendezett 1896. évi nyári olimpiai játékokon a vívómestereknek megrendezett egyéni tőrvívás egyike volt a három vívószámnak. Kettő vívómester indult: a görög Leonídasz Pírgosz és a francia Joanni Perronet.
| Mérkőzés | Győztes                               | Pont | Vesztes                               |
| -------- | ------------------------------------- | ---- | ------------------------------------- |
| 1        | Leonídasz Pírgosz · Görögország (GRE) | 3–1  | Joanni Perronet · Franciaország (FRA) |